# Лудвиг Гебхарди
Лудвиг Гебхарди (1735 – 1802) е немски историк и генеалог, преподавател в Гьотинген и Люнебург.

## Съчинения
В „История на Българското царство“, той проследява историята на българите от заселването им на Балканския полуостров до падането им под властта на османците, като включва и преглед на основните събития през XV – XVIII в. Описва подробно управлението на цар Симеон и борбата на цар Самуил да запази българската държава от заплахите на Византия. Гебхарди пише за главните събития в живота на българите под османска власт до 1774 г. По това време „... за турците в България се появява един нов враг, именно армията на руската царица Екатерина, която през 1770 г. при Гюргево, през 1771 г. при Исакча и през 1773 г. при Силистра разби турската армия.“ 